# Evangelische Kirche Kamienica

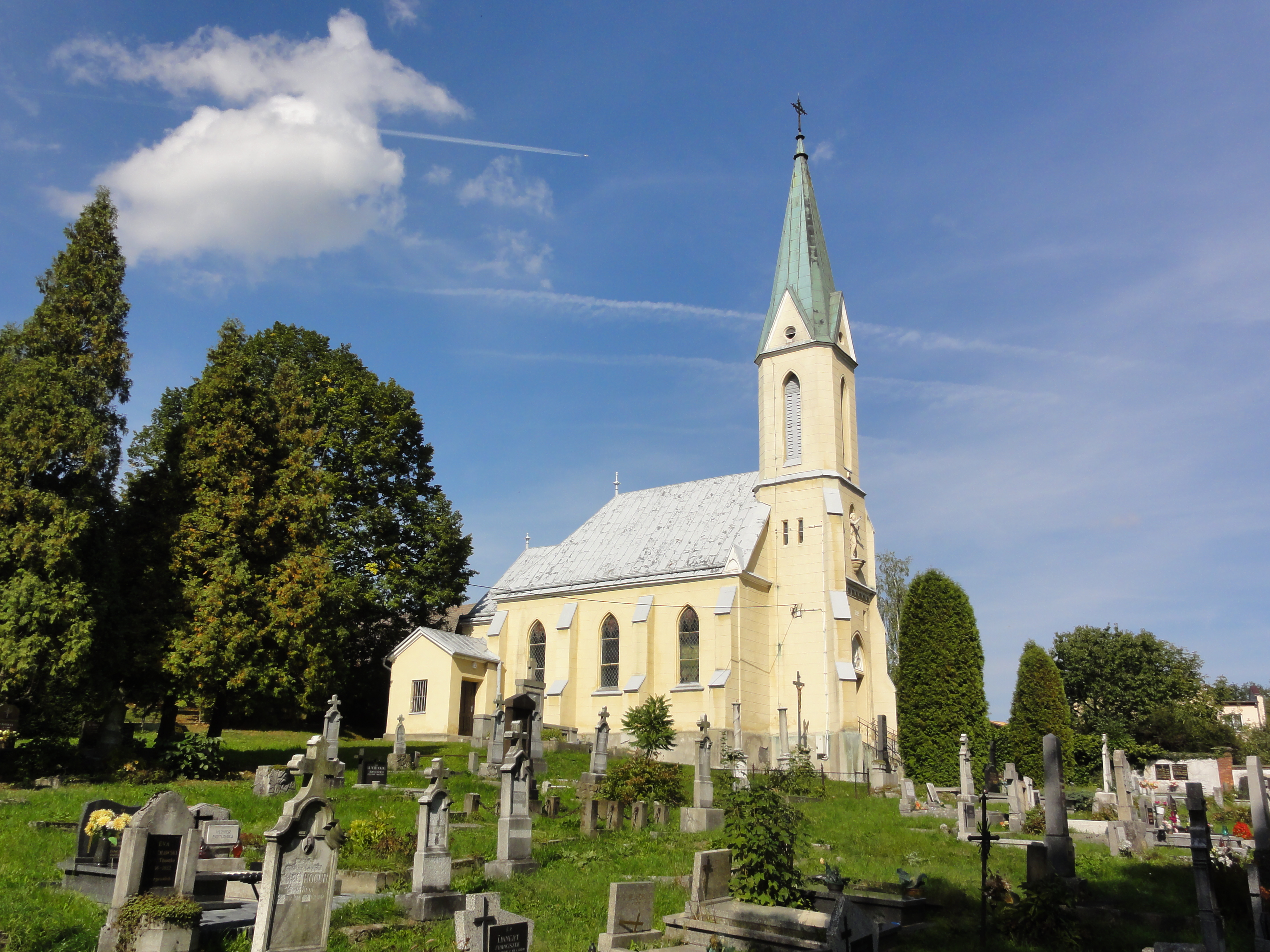
Evangelische Kirche Kamienica

Die evangelische Kirche Kamienica (polnisch: Kościół ewangelicki w Bielsku-Białej-Kamienicy) ist die Kirche von Kamienica (deutsch: Kamitz), einem Stadtteil von Bielsko-Biała in der Woiwodschaft Schlesien in Polen.

## Geschichte
Bei der Gründung der evangelischen Johanneskirche von Alt-Bielitz im Jahr 1827 wurde Kamnitz der neuen Pfarre zugeordnet. In Kamitz wurde in der Folgezeit ein eigener evangelischer Friedhof angelegt, auf dem 1860 ein hölzerner Glockenturm errichtet wurde. Im Jahr 1899 wurde an der Stelle des Glockenturms unter finanzieller Beteiligung des Inhabers der örtlichen Textilfabrik eine neugotische Kapelle mit polygonaler Apsis und Turm errichtet. 1999 fand eine Restaurierung der Kapelle statt. 